# Automobile Club d'Italia

Francobollo emesso nel centenario della fondazione (2005)

L'Automobile Club d'Italia (conosciuto anche con le sigle RACI fino al 1946 e in seguito ACI) è un ente pubblico non economico della Repubblica Italiana.
Autofinanziato e con funzioni di promozione, controllo e indirizzo normativo del settore automobilistico, l'ACI è anche affiliato al Comitato olimpico nazionale italiano in quanto federazione sportiva.

## Storia
Ai primi di novembre del 1898, Roberto Biscaretti di Ruffia, Michele Lanza e Cesare Goria Gatti stilarono una circolare indirizzata ai «simpatizzanti dell'automobilismo» piemontesi, invitandoli a riunirsi in un club e a partecipare alla riunione costitutiva indetta per il 19 dello stesso mese. Tale associazione venne effettivamente fondata a Torino il 6 dicembre 1898, da 19 sodali, con la denominazione sociale Automobile Club di Torino e con le seguenti cariche assegnate:
- Roberto Biscaretti di Ruffia, Presidente
- Cesare Goria Gatti, Vice presidente
- Emanuele Cacherano di Bricherasio, Economo
- Giovanni Agnelli, Segretario
- Michele Ceriana Mayneri, Tesoriere
- Carlo Racca, Cronometrista

Gli altri soci fondatori furono Jules Blanc, Carlo Biscaretti di Ruffia, Pietro Bosio, Giovanni Battista Ceirano, Luigi Damevino, Pietro Gandolfo, Michele Lanza, Felice Leumann, Fortune Naveux, Edoardo Noyer, Salvatore Pugliese, Giuseppe Rotta, Luigi Storero.
La sede del club era in corso Vinzaglio 25, nel centro storico di Torino. Lo scopo era quello di raggruppare i proprietari di automobili, a quei tempi poco numerosi, di rappresentarli nei confronti delle autorità e, sin dall'inizio, quello di organizzare le prime competizioni automobilistiche.
La nascita dell'ACI come associazione nazionale avvenne nel 1905, dall'unione dell'Automobile Club di Torino e di alcuni altri club automobilistici locali; Torino continuò ad essere la sede principale, dove era nato il più antico dei sodalizi. L'espansione dell'associazione, rallentata dalla prima guerra mondiale, riprese al suo termine con l'apertura di varie sedi provinciali e raggiunse nel 1926 la cifra di 50 sedi e quasi 10.000 soci. In quell'anno avvenne anche una modifica significativa con la trasformazione dell'originaria associazione in ente morale, ai sensi del R.D. 15 marzo 1927 n. 436 e la ridenominazione in Reale Automobile Club d'Italia (RACI), mantenuta in essere fino al 1946, quando con la nascita della Repubblica, venne confermata la qualifica di ente morale e si ebbe il ritorno al nome originale in uso alla nascita.
La rivista l'Automobile è l'organo di stampa ufficiale dell'ACI. Da maggio 2022 è possibile ascoltare in streaming ACI Radio.

## Servizi pubblici offerti
Nel 1927 contestualmente all'istituzione dell'ente, venne affidata al RACI la gestione dell'appena costituito Pubblico registro automobilistico (PRA).
Nel 2000 L'ACI grazie al D.P.R. 19 settembre 2000 n. 358 introdusse nello Sportello Telematico dell'Automobilista (STA), il primo progetto di cooperazione tra ACI e Ministero dei trasporti che consentì all'automobilista di ottenere entrambi i documenti relativi agli autoveicoli: certificato di proprietà e aggiornamento della Carta di circolazione, richiedendoli esclusivamente presso uno sportello STA attivo indifferentemente sia presso l'ACI, sia presso gli Uffici Provinciali della Motorizzazione civile (MCTC), sia presso gli Studi di Consulenza Automobilistica, evitando al cittadino inutili code in due Amministrazioni diverse.
Nel 2015 l'ACI ha iniziato a distribuire il certificato di proprietà in formato digitale.
L'ACI inoltre ogni anno compila le tabelle che vengono pubblicate a fine anno in Gazzetta Ufficiale per calcolare il fringe benefit dei lavoratori che utilizzano un'auto aziendale

## Società del Gruppo
L'Automobile Club d'Italia è la capogruppo che detiene le partecipazioni delle seguenti società (ne è indicato anche il controllo in termini di percentuale sul capitale sociale):
- ACI Global - 100%
- ACI Global Servizi S.p.A. - 100%
- Sara Assicurazioni - 75%
- Aci Consult S.p.A. in liquidazione - 100%
- ACI Infomobility S.p.A. - 100%
- ACI Vallelunga: gestisce l’Autodromo "Piero Taruffi" - 100%
- ACI Sport S.p.A. - 100%
- Autodromo Nazionale Monza SIAS S.p.A. - 100 %
- Ventura - Aci Blueteam S.p.A. - 100%
- ACI Informatica S.p.A. - 100%
- ACI Progei S.p.A. - 100%

## Controversie
Negli ultimi decenni diversi governi, il Governo Prodi nel 2008, nel 2012 il Governo Monti e nel 2016 il Governo Renzi, hanno dapprima annunciato la soppressione dell'ACI (sostenendo che si trattasse di un ente che aumenta i passaggi burocratici e divora 200 milioni di euro di denaro pubblico), anche avviando i relativi iter normativi, ma poi hanno fatto marcia indietro, per diverse ragioni legate comunque ai servizi resi ed all'articolata rete territoriale di soci, agenzie e servizi forniti.
L'ex ministro Pier Luigi Bersani sostenne che «non gli avvocati o i farmacisti o i commercianti: la lobby più forte è quella dell’Aci».